# Riu San Antonio
El riu San Antonio (portuguès: Santo Antônio) és un curs fluvial d'Amèrica del Sud que en gairebé tot el seu curs fa de frontera entre la Província de Misiones, al nord-est de l'Argentina, i l'Estat de Paraná, sud del Brasil.
Neix en el «Paraje Cerro Siete» (costat argentí) aproximadament a 7 quilòmetres de la localitat de San Antonio (Departament General Manuel Belgrano, Província de Misiones) i de la ciutat brasilera de Santo Antônio do Sudoeste. En el lloc del naixement existeix una Fita Primària, construïda de pedra, que marca el naixement del riu i estipula la frontera entre tots dos països. Després de recórrer uns 7 quilòmetres, es troba el Pas Internacional "San Antonio (Arg) - Santo Antônio" (Br); continuant amb rumb nord fins a desembocar en el Riu Iguaçú, en el paratge conegut com Dues Fronteres. Els seus principals afluents del costat argentí són el rierol «Los Patos» i el rierol «Tacuaras», i pel costat brasiler el rierol «Llis». Al llarg del seu curs es troben el salt Patricio, i els ponts internacionals Comandant Andresito i San Antonio.
És de fer notar que durant el Virregnat del Riu de la Plata es considerava que el riu San Antonio corria bastant més a l'est i que tenia els seus naixents en el Turó d'Oyárbide (actualment en el centre de les fronteres entre els estats brasilers de Rio Grande do Sul i Santa Catarina, l'Argentina ha mantingut fins almenys 1890 que el riu anomenat pels brasilers "Jangada" és el genuí riu San Antonio, malgrat que el laude de l'estatunidenc Cleveland va fer retrocedir molt les reclamacions argentines i l'actual límit correspon al riu que va ser anomenat San Antonio Miní –San Antonio Chico– al mateix temps que el Jangada era anomenat pels argentins San Antonio Guazú –San Antonio Grande–).